# Zyprische Post

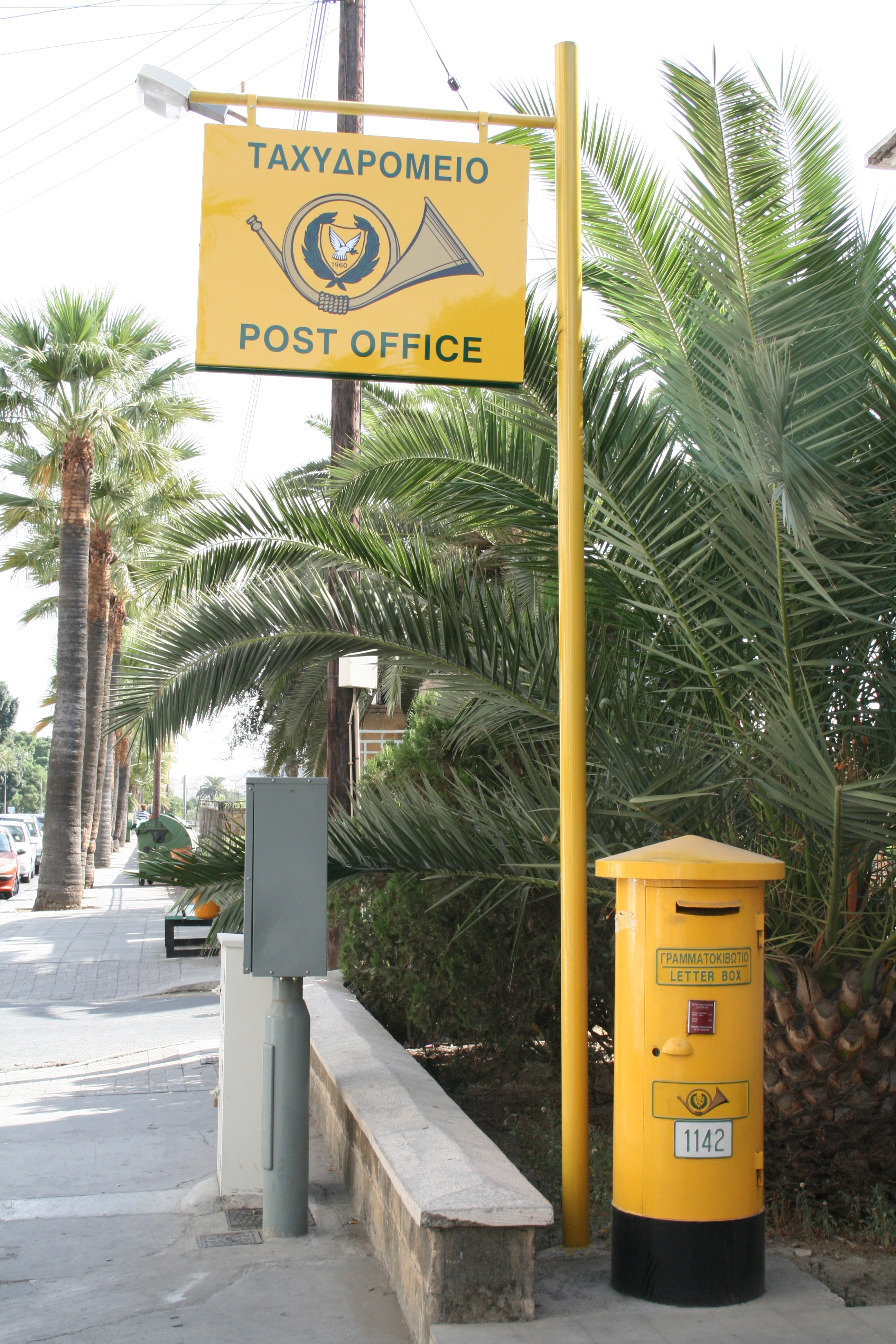
Typisches Postschild mit modernem Briefkasten

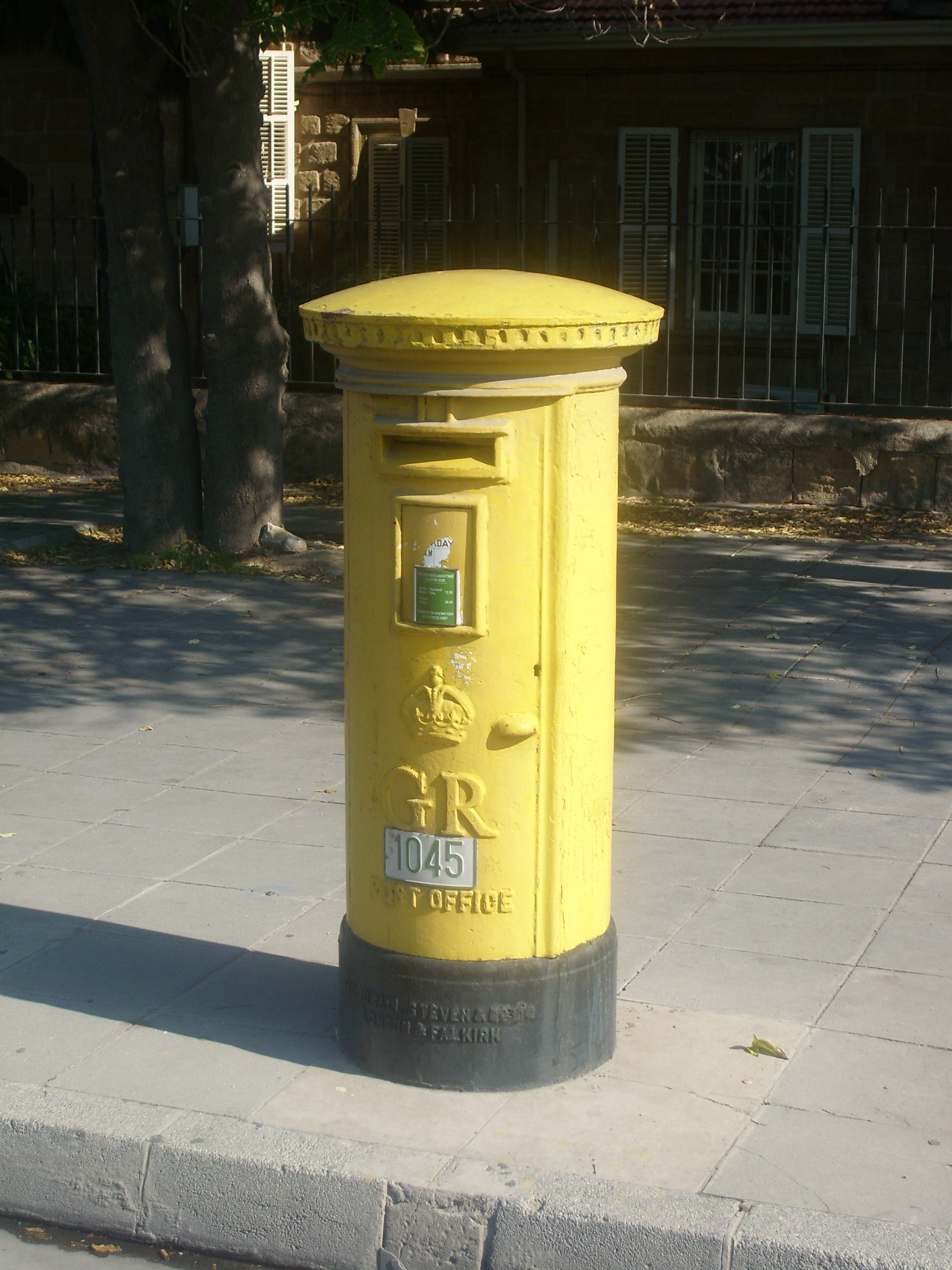
Alte Pillar Box (Briefkasten)

Die Zyprische Post (griechisch Κυπριακά Ταχυδρομεία Kypriaká Tachydromeía, englisch Cyprus Post) ist der Postdienstbetreiber der Republik Zypern und betreibt das staatlich geführte Postamt. Ein Überbleibsel der britischen Kolonialzeit ist die Verwendung von Pillar Boxen (Briefkästen) mit den Initialen des britischen Monarchen, die nach Erreichung der Unabhängigkeit gelb gestrichen wurden.

## Geschichte
Die erste infrastrukturelle Grundlage für postalische Kommunikation wurde während der Lusignan-Herrschaft gelegt, als ab 1192 erste Straßen gebaut wurden. Diese verbesserten die Kommunikation zwischen den Bewohnern der Insel. Die Venezianer, die ab 1489 die Kontrolle übernahmen, bauten die Straßeninfrastruktur weiter aus, errichteten Brücken und Häfen und förderten so den Austausch von Post, Nachrichten und Waren. Während dieser Zeit wurde das erste offizielle Postsystem eingeführt. Briefe wurden häufig mit Siegelwachs oder privaten Stempeln verschlossen, um die Vertraulichkeit zu gewährleisten.
Während der osmanischen Herrschaft stagnierte die postalische Entwicklung. Ein türkisches Postamt wurde erst 1871 in Lefkosia gegründet, blieb jedoch für die nächsten sieben Jahre weitgehend unbedeutend. Die meisten Händler zogen es vor, den österreichischen Postdienst zu nutzen, der seit 1846 in Larnaka operierte.
Mit der Übernahme der Insel durch Großbritannien im Jahr 1878 begann die Modernisierung der Postdienste. Bereits am 22. Juli 1878 eröffnete der erste britische Generalgouverneur, Garnet Wolseley, ein Postamt in Larnaka. Innerhalb kurzer Zeit entstanden Postämter in Lefkosia, Kerynia, Ammochostos, Lemesos und Pafos. Das britische Postsystem war effizient und modern, mit Briefkästen an Bahnhöfen und einer organisierten internationalen Postzustellung. Die ersten Briefmarken mit dem Porträt von Königin Victoria erschienen 1881.
Nach der Unabhängigkeit 1960 wurde der Postdienst als „Department of Postal Services“ in das Verkehrsministerium integriert. 1961 trat Zypern der Universal Postal Union (UPU) bei. Während der türkischen Invasion 1974 erlitt der Postdienst erhebliche Verluste, einschließlich der Besetzung von 16 Postämtern. In dieser Zeit wurde die erste „Flüchtlingsmarke“ herausgegeben, deren Erlöse zur Unterstützung der Flüchtlinge dienten.
1981 eröffnete das Postmuseum in Lefkosia, das die Geschichte der zyprischen Post von der venezianischen Ära bis heute dokumentiert. In den 1990er Jahren trat Zypern der International Post Corporation (IPC) und PostEurop bei, um den Postdienst auf europäischer und internationaler Ebene weiterzuentwickeln.
Nach dem Beitritt Zyperns zur Europäischen Union begann die Anpassung des nationalen Postsystems an europäische Standards. Das Postamt führte moderne Technologien ein, wie z. B. die automatische Sortierung und die Digitalisierung der Dokumentenverarbeitung, um den steigenden Anforderungen gerecht zu werden.
Mit dem Beitritt zur Europäischen Union im Jahr 2004 trat die Republik Zypern in ein neues Zeitalter ein, das von marktwirtschaftlichen Veränderungen und technologischen Fortschritten geprägt war. Die Postdienste standen vor der Aufgabe, sich an die schrittweise Liberalisierung des Marktes, die Digitalisierung und die steigenden Anforderungen der Verbraucher anzupassen.
Die zyprische Post modernisierte ihre Infrastruktur und Systeme. 2006 wurde der neue Markenname „Cyprus Post“ eingeführt, begleitet von einem Logo, das das traditionelle Posthorn mit dem Wappen der Republik Zypern vereint. Technologische Fortschritte wie ein modernes Kostenrechnungssystem, GPS-gestütztes Fuhrparkmanagement und automatisierte Paketstationen ermöglichten eine effizientere Bearbeitung von Sendungen und verbesserten die Qualität der Dienstleistungen.

## Postleitzahlensystem
Der alphanumerische Code steht vor dem Namen der Stadt oder Gemeinde, beispielsweise:
CY-1900 NIKOSIA
ZYPERN
Das Präfix „CY“ ist nur bei Sendungen erforderlich, die aus dem Ausland stammen.
Die Postleitzahlenbereiche für die Verwaltungsbezirke sind wie folgt:
- Bezirk Nikosia: 1000–2999
- Bezirk Limassol: 3000–4999
- Bezirk Famagusta: 5000–5999
- Bezirk Larnaka: 6000–7999
- Bezirk Paphos: 8000–8999
- Bezirk Kyrenia: 9000–9999

Das System deckt die gesamte Insel ab, einschließlich der umstrittenen Türkischen Republik Nordzypern. Für dieses Gebiet wurden jedoch nur wenige Postleitzahlen vergeben. Postsendungen in diesen Teil der Insel müssen über „MERSIN 10, TÜRKEI“ gesendet werden, da das Gebiet von dem Weltpostverein nicht anerkannt wird.